# Z-3 Max Schultz
Z-3 Макс Шульц (нем. Z-3 «Max Schultz») — немецкий эскадренный миноносец типа 1934.
Назван в честь корветтен-капитана Макса Конрада Феликса Шульца, командира 6-й флотилии миноносцев, погибшего 23 января 1917 года на миноносце «V-69», в бою с британскими крейсерами у реки Маас.
Заложен 2 января 1935 года на верфи фирмы «Deutsche Werke AG» в Киле. Спущен на воду 30 ноября 1935 года и 8 апреля 1937 года вступил в строй. Был включён в состав 1 дивизиона эсминцев кригсмарине. По состоянию на сентябрь 1939 года бортовой № 12.

## История службы
В апреле 1938 года совершил плавание в Норвегию с заходом в Ульсвик.
19 августа 1938 года участвовал во флотском смотре с участием рейхсканцлера Гитлера и регента Венгрии адмирала Хорти.
26 октября 1938 года вошёл в состав 1-й флотилии эскадренных миноносцев кригсмарине.
С 18 апреля по 15 мая 1939 года совершал плавание к побережью Испании и Марокко, после чего принимал участие в оккупации Мемеля (май 1939).
В ночь на 27 августа 1939 года в районе острова Борнхольм протаранил и потопил миноносец «Tiger» после чего находился в ремонте, который продолжался весь сентябрь.
С октября по ноябрь 1939 года участвовал в операциях в Северном море и Балтийских проливах.
28 ноября 1939 года на эсминце произошёл пожар в машинно-котельном отделении, 1 матрос скончался от ожогов. Ремонт корабля производился в декабре 1939 — январе 1940 годов.
В ходе операции «Викингер» 22 февраля 1940 года подорвался на мине, выставленной британскими эсминцами 20-й флотилии, и затонул северо-западнее острова Боркум. Потери — 308 человек (весь экипаж).
По данным адмирала В. Маршалла эсминцы «Макс Шульц» и «Леберехт Маас» были потоплены в результате ошибочной атаки немецкой авиации.

## Командиры корабля
| Имя и звание                      | Время службы                      |
| --------------------------------- | --------------------------------- |
| корветтен-капитан Мартин Бальтцер | 8 апреля 1937 — 24 октября 1938   |
| фрегаттен-капитан Клаус Трампедах | 25 октября 1938 — 22 февраля 1940 |